# Benedetto Giovio
Benedetto Giovio, né sur les bords du lac de Côme (Italie) en 1471 et mort à Côme le 3 août 1545, est un humaniste italien de la Renaissance.

## Biographie
Frère aîné du célèbre historien Paolo, historien et poète lui-même, naquit à Côme, en Lombardie, l’an 1471 ; sa famille, déjà anciennement illustrée par la noblesse, acquit alors une illustration littéraire que plusieurs autres hommes distingués dans les lettres lui ont conservée depuis. Sa vie fut égale et paisible ; ses études et ses travaux la remplirent. Il fut l’instituteur de son frère, plus jeune que lui d’un assez grand nombre d’années ; Paul lui a témoigné sa reconnaissance, en plaçant son éloge parmi ceux qu’il a faits des hommes illustres. Benedetto ne quitta sa ville natale que pour aller à Milan suivre pendant quelque temps les leçons de Démétrios Chalcondyle, et se perfectionner dans la langue grecque qu’il avait apprise dès sa jeunesse. Il possédait aussi plusieurs langues orientales : il mérita enfin par l’étendue et la multiplicité de ses connaissances que le savant Alciat l’appelât le Varron de la Lombardie. Il vécut sain de corps et d’esprit jusqu’à 73 ans, et mourut à cet âge en 1544. La considération dont il jouissait était si grande qu’après sa mort de jeunes nobles portèrent son corps sur leurs épaules jusqu’à la cathédrale de Côme, où il fut inhumé ; sorte d’honneur qu’on n’avait rendu jusqu’alors qu’à des ecclésiastiques.

## Œuvres
Le seul de ses grands ouvrages qui ait été publié, est son Histoire de la ville de Côme, à laquelle est jointe une élégante description du lac qui en tire son nom. Cette histoire, pleine de recherches savantes sur les monuments comme sur les faits, et qui remonte jusqu’aux plus anciens temps, était restée inédite, et ne fut publiée qu’en 1629, à Venise, chez Pinelli, in-4° ; elle a été réimprimée en 1722 dans le tome 4 du Thesaurus rerum italic. Giovio écrivit un autre ouvrage historique sur les faits militaires et les mœurs des Suisses ; il traduisit du grec les lettres d’Apollonius, un sermon de St-Jean Chrysostome, le onzième livre de l’Odyssée, le poème de Musée sur Héro et Léandre ; il laissa un recueil de cent lettres sur différents sujets, une dissertation sur la patrie de Pline l’ancien, la description des fêtes qui furent données à Charles Quint à son entrée dans Côme, une collection de toutes les inscriptions lapidaires qui se trouvent aux environs de cette ville, et enfin un grand nombre de poésies latines ; mais tous ces ouvrages sont restés manuscrits dans sa famille ; il n’y a eu d’imprimé qu’un poème latin de peu d’étendue, intitulé De Venetis Gallicum tropæum, qui parut à l’époque de cette victoire, sans date et sans nom de lieu. On pourrait surtout désirer la publication de ses lettres, d’après ce qu’en dit Argelati, qui en a parlé plusieurs fois dans sa Biblioth. scriptor. Mediolan. ; elles prouvent que leur auteur était versé dans toutes les connaissances qu’on pouvait acquérir de son temps.